# جورج فيني
جورج فيني (بالإنجليزية: George Feeney)‏ مواليد 9 فبراير 1957 في إنجلترا، هو ملاكم محترف بريطاني سابق صنّف ضمن فئة الوزن الخفيف.

## إحصائيات
خاض خلال مسيرته 29 نزالا، فاز في 19 وخسر في 10. فاز بالضربة القاضية في 8 نزالات.

## روابط خارجية
- جورج فيني على موقع بوكس ريك (الإنجليزية) (registration required)